# کیوریک‌لی (جیحان)
کیوریک‌لی (به ترکی استانبولی: Kıvrıklı) یک منطقهٔ مسکونی در ترکیه است که در جیحان واقع شده‌است.